# 199P/Shoemaker
199P/Shoemaker, aussi connue comme Shoemaker 4, est une comète périodique du système solaire, découverte le 14 mai 1994 par Eugene M. Shoemaker et Carolyn S. Shoemaker.
Après sa découverte, la comète est observée jusqu'au 18 septembre 1994.
La comète est retrouvée lors de son passage suivant, initialement sur une image du Catalina Sky Survey du 10 avril 2008, puis des observations du même programme remontant au 1er avril 2008 furent trouvées,. La comète est ensuite réobservée jusqu'au 22 novembre 2009.
La comète est retrouvée lors de son passage suivant sur une image du Mount Lemmon Survey du 15 mars 2022.